# Platanen-Allee Bremer Straße
Die Platanen-Allee Bremer Straße ist eine als Naturdenkmal (ND 92) ausgewiesene Allee in der Dresdner Friedrichstadt.

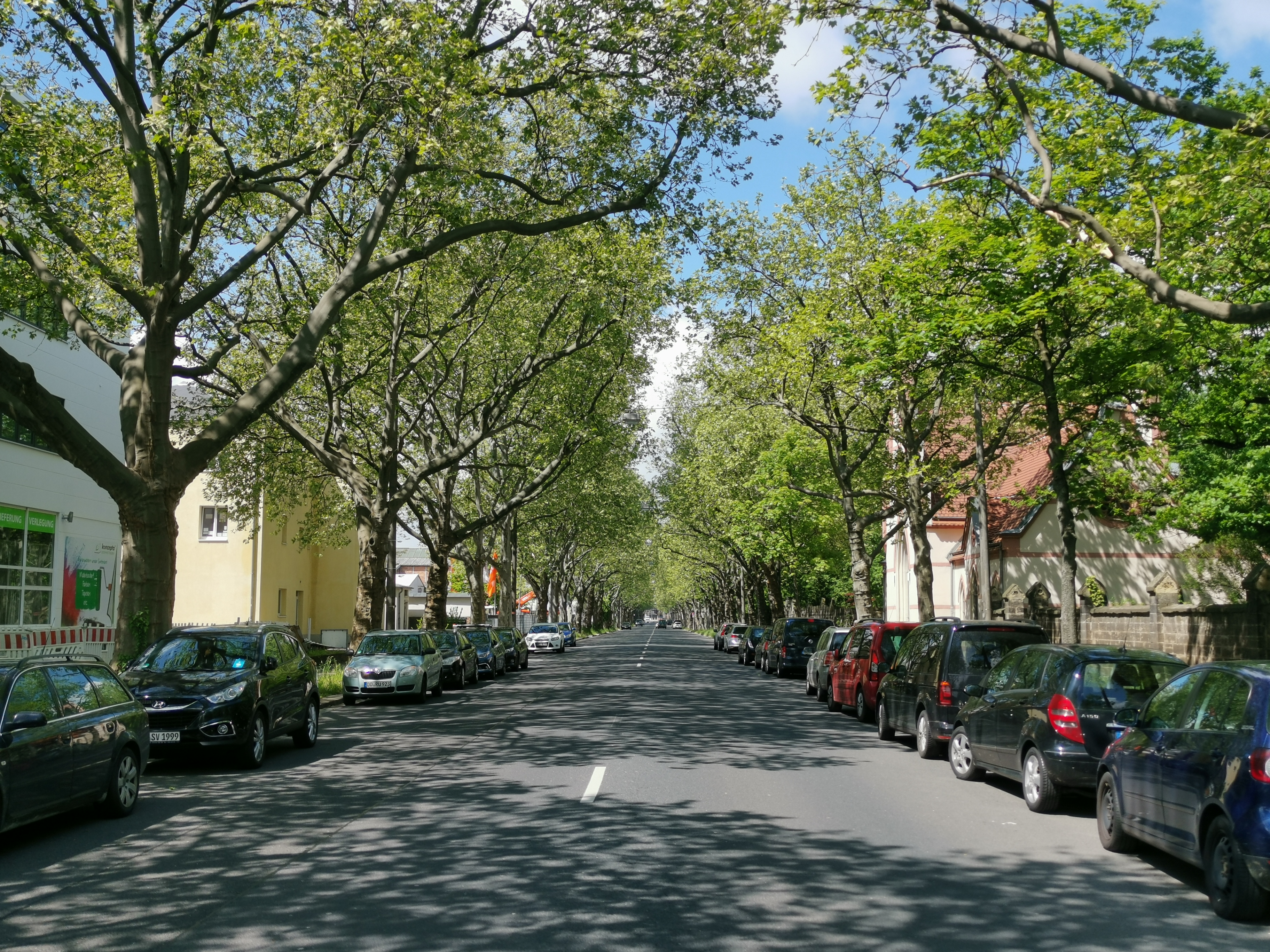
Blick in die Platanen-Allee auf Höhe des Äußeren Matthäusfriedhofs

Bei den Bäumen, die Höhen von etwa 18 Metern und Kronendurchmesser von etwa 12 Metern bei Stammumfängen von 1,3 bis 2,4 Metern erreicht haben, handelt es sich um die Ahornblättrige Platane (Platanus × hispanica).

## Geographie
Die Platanen stehen entlang der 1,2 km langen Bremer Straße, die als Ost-West-Verbindung in voller Länge als Bundesstraße 6 ausgewiesen ist und somit Teil der Verbindung nach Meißen und zur Autobahn 4 (Anschlussstelle 78, Dresden-Altstadt) im Nordwesten sowie nach Osten zum Dresdner Stadtzentrum (Innere Alt- und Neustadt).
Das Umfeld der Bremer Straße ist als Industrie- und Gewerbegebiet charakterisierbar. Die nördliche Quasi-Parallelstraße ist die Magdeburger Straße entlang des Alberthafens, südlich verläuft die Hamburger Straße parallel zum Gleisfeld des Güterbahnhofs Dresden-Friedrichstadt.
Mit dem stillgelegten Äußeren Matthäusfriedhof und dem Neuen Katholischen Friedhof befinden sich an der Straße und somit der Allee zwei mittelgroße Friedhöfe Dresdens.

## Schutzgegenstand

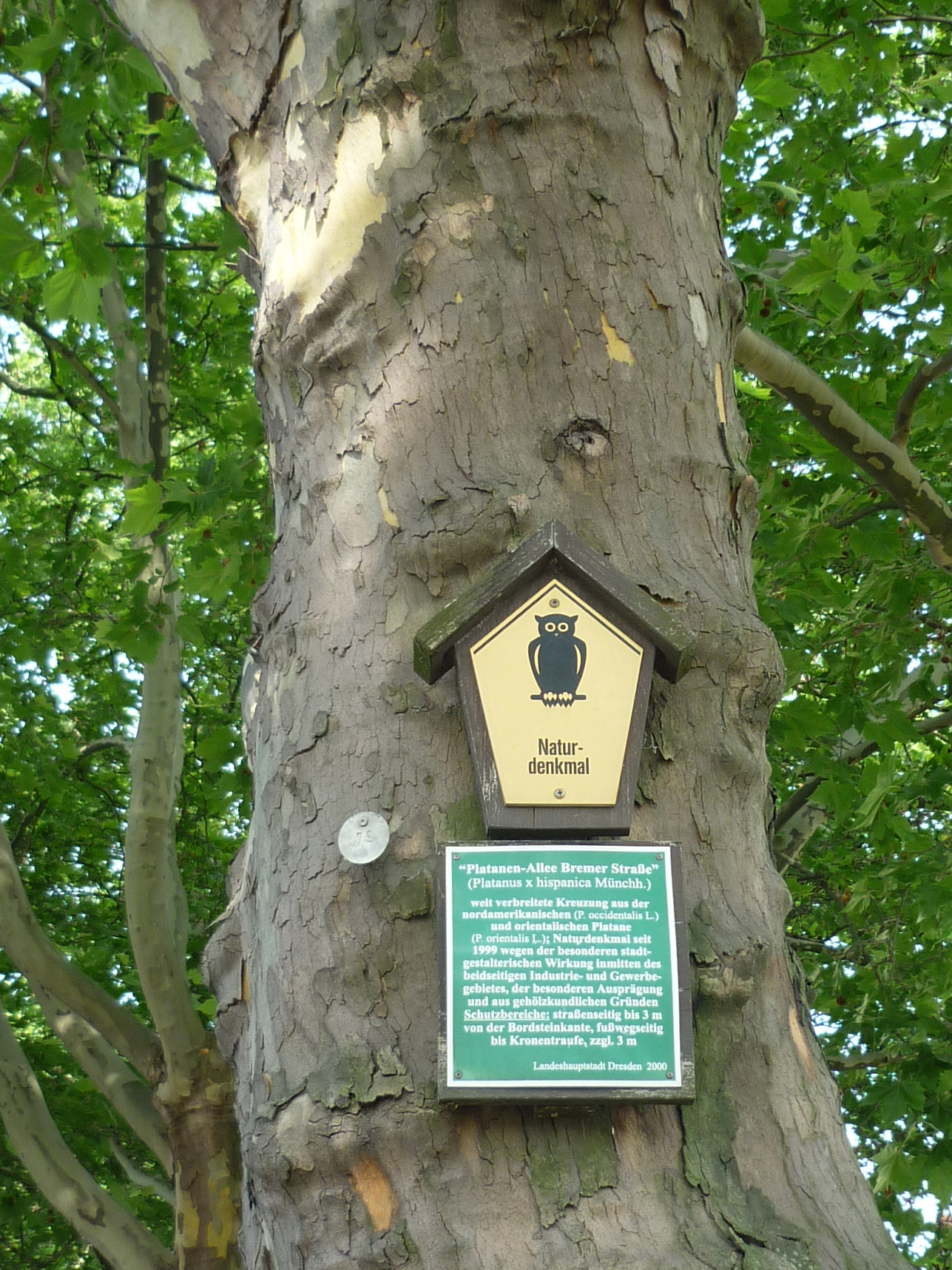
Naturdenkmal-Tafel mit Erklärung

Die Unterschutzstellung erfolgte am 10. Juni 1999 durch den Dresdner Stadtrat. Der Schutzstatus erstreckt sich auf die Wurzelbereiche der einzelnen Bäume, straßenseitig bis 3 Meter von der Bordsteinkante und fußwegseitig bis zur Kronentraufe zuzüglich 3 Metern.
Damit soll die Sicherung und Erhaltung der Allee gewährleistet werden. Ausschlaggebend waren die besondere stadtgestalterische Wirkung inmitten des beidseitigen Industrie- und Gewerbegebietes, das optisch durch das als angenehm empfundene geschlossene Laubdach kaschiert wird.
Bereits seit 1985 als Naturdenkmal geschützt ist die Platane Albertplatz, die als Einzelbaum mit besseren Standortbedingungen eine deutlich mächtigere Ausprägung erreicht hat. Zeitgleich mit dieser Platanen-Allee stellte der Stadtrat eine Reihe weiterer Alleen unter Schutz, beispielsweise die Eichen Pohlandstraße, die Rosskastanien-Allee Blüherstraße, die Zerr-Eichen Liststraße, die Schnurbaum-Allee Dr.-Külz-Ring oder die Ginkgos Bachstraße.
Im Winter 2002/2003 konnten auf der Platanen-Allee Bremer Straße überwinternde Platanenwanzen (Arocatus longiceps) nachgewiesen werden. Die Allee ist zugleich einer der ersten bekannten Standorte dieser Art in Sachsen.